# Estadio Augusto César Sandino
 (mai 2025).
Si vous disposez d'ouvrages ou d'articles de référence ou si vous connaissez des sites web de qualité traitant du thème abordé ici, merci de compléter l'article en donnant les références utiles à sa vérifiabilité et en les liant à la section « Notes et références ».
L'Estadio Augusto César Sandino est un stade polyvalent situé à Santa Clara, Cuba. Il est actuellement utilisé principalement pour les matchs de baseball et est le stade principal de Villa Clara Naranjas. Le stade peut accueillir 20 000 personnes.
Stade Sandino "Fureur d'orange" | La furia naranja, el estadio sandino de Santa Clara
La Furia Naranja (Furie orange) est le surnom de l'équipe de baseball de la province de Villa Clara, nom donné également depuis 2009 à tout ce qui est peint en orange dans la ville. 